# 加油！中村同學！！
《加油！中村同學！！》是日本漫畫家春泥創作的系列漫畫作品。於2014年至2016年期間在漫畫雜誌《OPERA》連載，2017年集結成冊。續篇《再加油！中村同學！！》於《OPERA》2017年至2021年期間連載，2021年8月發行單行本。2024年8月發布改編電視動畫的消息。
由Drive所製作的改編電視動畫預定於2025年開始播放。

## 故事簡介
深櫃16歲男高中生中村男久斗喜歡上了和他沒有什麼交集但同班的廣瀨愛貴。內向的中村常常幻想著和愛貴說話，也一直在策劃兩人互動時的場景，儘管大多數是以戲劇性的失敗而告終。中村在途中慢慢地建立起自信，並和愛貴越發親近。

## 出場角色
中村男久斗（聲：山口勝平（廣播劇）；小林千晃（電視動畫））
本作主角。深櫃男高中生，喜歡著沒講多幾次話的同班同學廣瀨愛貴。
廣瀨愛貴（聲：竹内順子（廣播劇）；榊原優希（電視動畫））
中村的同班同學，也是中村所暗戀的人。
乙切想（聲：關俊彦（廣播劇））
中村的班主任。
大森（聲：宮田幸季（廣播劇））
愛貴的兒時玩伴。
用村亞亂堂（聲：折笠愛（廣播劇））
戲劇社成員。
青木山麗子（聲：雪野五月（廣播劇））

## 出版書籍
中村這角色首次出現在春泥於線上發表的插圖和網路漫畫中。2014年，漫畫雜誌《OPERA》的總編輯邀請春泥繪製漫畫以填補雜誌的空頁。正式於《OPERA》2014年12月號刊登，《OPERA》2015年6月號起，成為固定連載陣容，與另一部恐怖題材的BL漫畫《月食奇譚》同時連載。2017年5月出版單行本，並於《OPERA》2017年6月號連載續篇。
| - 01. 中村同學登場！！（） - 02. - 03. - 04. - 05. - 06. | - 07. - 08. - 09. - 10. - 11. |

| - 01. - 02. - 03. - 04. | - 05. - 06. - 07. - 08. - EX. |

新裝版
| 卷數 | 日本：HEROS   | 日本：HEROS            |
| 卷數 | 發售日期      | ISBN                   |
| ---- | ------------- | ---------------------- |
| 1    | 2024年8月16日 | ISBN 978-486-468-283-1 |
| 2    | 2024年8月16日 | ISBN 978-486-468-284-8 |

## 廣播劇CD
2021年9月8日發售廣播劇CD，由山口勝平聲演中村、竹内順子聲演愛貴、由森川智之擔任旁白，附贈12頁短篇漫畫。

## 電視動畫
由Drive所製作的改編電視動畫預定於2025年開始播放。2025年7月30日，宣佈把播放時間改為2026年播出。

### 製作人員
- 原作：春泥《加油！中村同學!!》（《Heros》刊）[3]
- 導演、編劇、人物設計：梅本葵[3]
- 導演補佐：吉邊尚希[3]
- 系列構成、編劇：蒼樹靖子[3]
- 創意總監：疊合哲也[3]
- 美術監督：李天馥[3]
- 色彩設計：大野春惠[3]
- 攝影監督：若林優[3]
- 創意總監：神田智隆[3]
- 編集：上野勇輔[3]
- 色彩演出：
- 道具設計、2D：永木步實
- 劇裝設計：中村
- 音樂：辻田絢菜
- 音響監督：岩浪美和
- 動畫製作：Drive

## 評價
《加油！中村同學！！》受到評論家的正面評價。該系列的畫風讓人懷念起80年代的藝術風格而被讚譽，而《Manga Bookshelf》論壇上的Sean Gaffney將其與《亂馬½》和《橙路》相提並論。Anthony Gramuglia在《Anime Feminist》的系列評論中指出《加油！中村同學！！》是「新一波[BL]漫畫的一部分，這些漫畫更多地是關於身份而非性。」Brittany Vincent在為《Otaku USA》評論該系列時稱讚了該系列的浪漫喜劇元素，並說道「對於渴望甜蜜、復古風味浪漫喜劇的LGBT觀眾來說是一種特別的享受」。
由Chill Chill舉辦的2018年BL大賞，《加油！中村同學！！》在2017年發行的最佳BL漫畫單行本獲得第17名。

## 外部連結
- 《Comiplex》漫畫官網 （日語）
- 電視動畫官方網站 （日語）
- 加油！中村同學！！（漫畫）在動畫新聞網百科全書中的資料（英文）